# Eugenia plumbea
Espèce
Synonymes
- Eugenia plumbea King[2]

Statut de conservation UICN

 VU D2 : Vulnérable
Eugenia plumbea est une espèce de plantes à fleurs de la famille des Myrtaceae.
Selon Plants of the World Online, c'est un synonyme de Syzygium plumbeum. Selon ce site, c'est un arbre originaire de Malaisie péninsulaire. Il pousse en milieu tropical humide.

## Publication originale
- Journal of the Asiatic Society of Bengal. Part 2. Natural History 70: 85. 1901.